# La Blouse rose
La Blouse rose – ou Portrait de femme – est un tableau réalisé par le peintre italien Amedeo Modigliani quelques mois avant sa mort en janvier 1920. Cette huile sur toile est le portrait d'une femme vêtue d'un haut rose, assise devant un lit les mains jointes et les jambes croisées. Achetée par Jacques Doucet sur les conseils d'André Suarès en 1923, l'œuvre est conservée au musée Angladon d'Avignon, dans le Vaucluse.